# Mettbach (Ilm)
Der Mettbach ist ein etwa 6,6 Kilometer langer linker Nebenfluss der Ilm.

## Geographie
Der Mettbach entspringt zwischen den Ortsteilen Ellichleben und Achelstädt der Gemeinde Witzleben und mündet in Dienstedt in die Ilm.